# Mallateleia collaris
Mallateleia collaris är en stekelart som beskrevs av Alan Parkhurst Dodd 1926. Mallateleia collaris ingår i släktet Mallateleia och familjen Scelionidae. Inga underarter finns listade i Catalogue of Life.